# 김태훈 (태권도 선수)
김태훈(1994년 8월 15일~ )은 대한민국의 태권도 선수이다. 2016년 하계 올림픽에 태권도 남자 -58kg급 (플라이급)에 출전하였다. 2016년 리우올림픽 태권도 남자 -58kg급 (플라이급) 동메달 결정전 2경기에서 멕시코의 카를로스 나바로를 꺾고 동메달을 획득하였다.

## 수상
- 2016 태권도 월드그랑프리 파이널 남자 58kg이하급 은메달
- 2017 세계태권도연맹 무주 세계선수권대회 남자 54kg 금메달
- 2018 제18회 자카르타·팔렘방 아시안게임 태권도 남자 58kg이하급 금메달
- 2018 월드 태권도 그랑프리 3차 대회 남자 58kg급 금메달
- 2018 월드 태권도 그랑프리 4차 대회 남자 58kg급 은메달

## 학력
- 교동초등학교 졸업
- 평원중학교 졸업
- 강원체육고등학교 졸업
- 동아대학교 태권도학과 졸업 (13 학번)